# Relève de la garde
Pour les articles homonymes, voir Relève et Garde.
La relève de la garde est une cérémonie militaire qui amplifie et chorégraphie la procédure de relève d'un contingent de troupes, la garde, devant un palais ou un bâtiment officiel.
La relève d'une unité militaire au front, ou affectée à la surveillance d'une installation, se fait toujours avec une procédure qui permet la transmission des observations et des consignes, la vérification de l'effectif du contingent montant et celui du contingent descendant avant son départ. Les relèves cérémonielles amplifient ces procédures en public.
Parmi les plus célèbres au point de constituer des attractions touristiques figurent celles du palais de Buckingham au Royaume-Uni, celles des Evzones au Parlement grec et au palais présidentiel en Grèce ou encore celles du kremlin de Moscou en Russie.

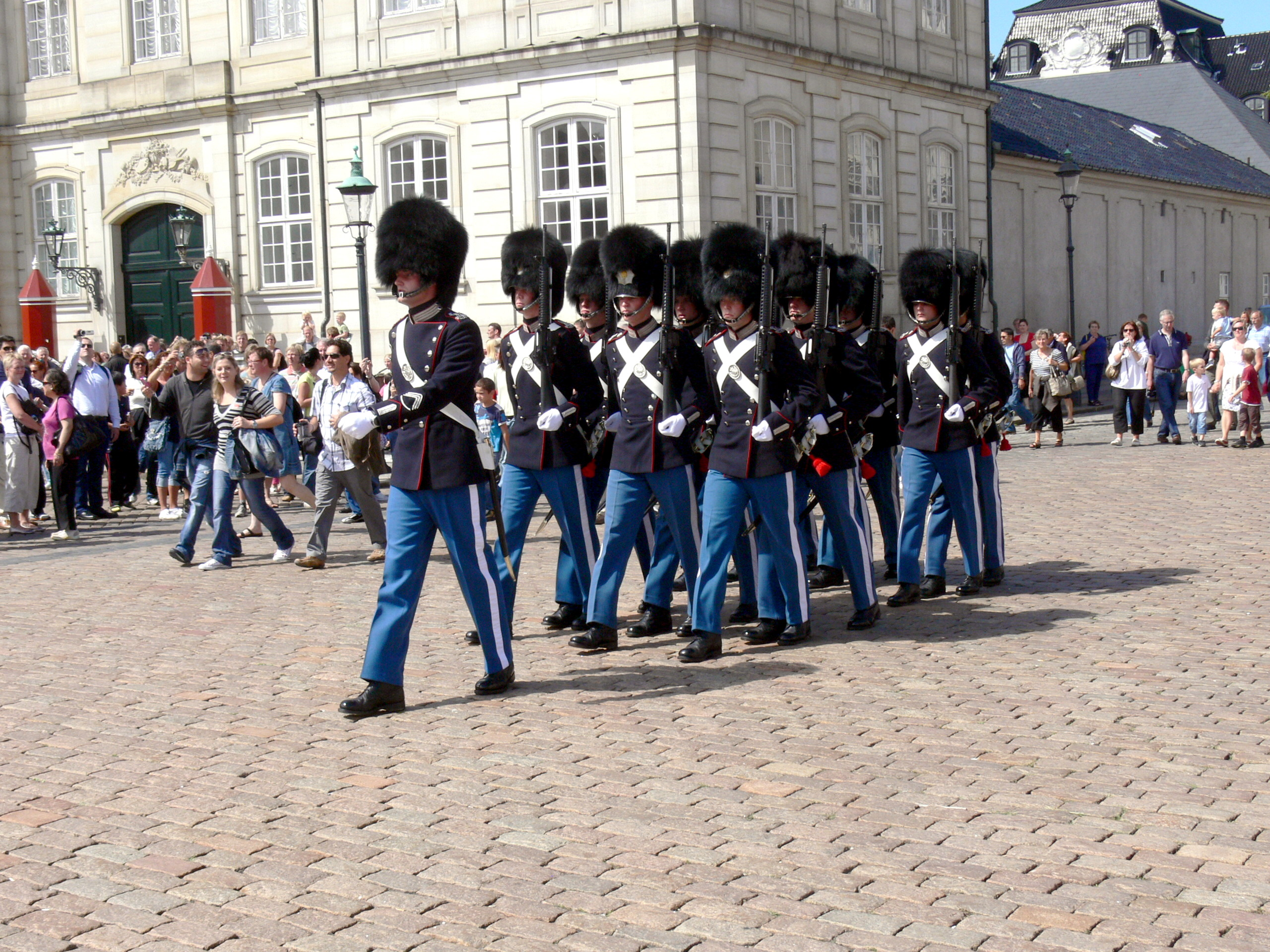
Relève de la garde à l'Amalienborg de Copenhague au Danemark.